# Uwe Bellmann
Uwe Bellmann (né le 8 octobre 1962 à Fribourg-en-Brisgau) est un ancien fondeur allemand.

## Palmarès

### Jeux Olympiques
| Épreuve / Édition | Sarajevo 1984 | Calgary 1988 |
| 15 km             | 7e            | 5e           |
| 30 km             | 10e           | 15e          |
| 50 km             | DNF           | 8e           |
| 4 × 10 km         | 9e            |              |

### Championnats du monde
| Épreuve / Édition | Oslo 1982 | Seefeld 1985 | Oberstdorf 1987 | Lahti 1989 | Thunder Bay 1995 | Trondheim 1997 |
| 10 km             |           |              |                 |            | 11e              | 18e            |
| 25 km Poursuite   |           |              |                 |            | 48e              |                |
| 30 km             | 20e       |              |                 | 5e         | 12e              |                |
| 50 km             |           | 10e          | 12e             |            |                  |                |
| 4 × 10 km         | Bronze    |              |                 |            |                  |                |

### Coupe du monde
- Meilleur classement final: 9e en 1989.
- Meilleur résultat: 3e.